# Baillif

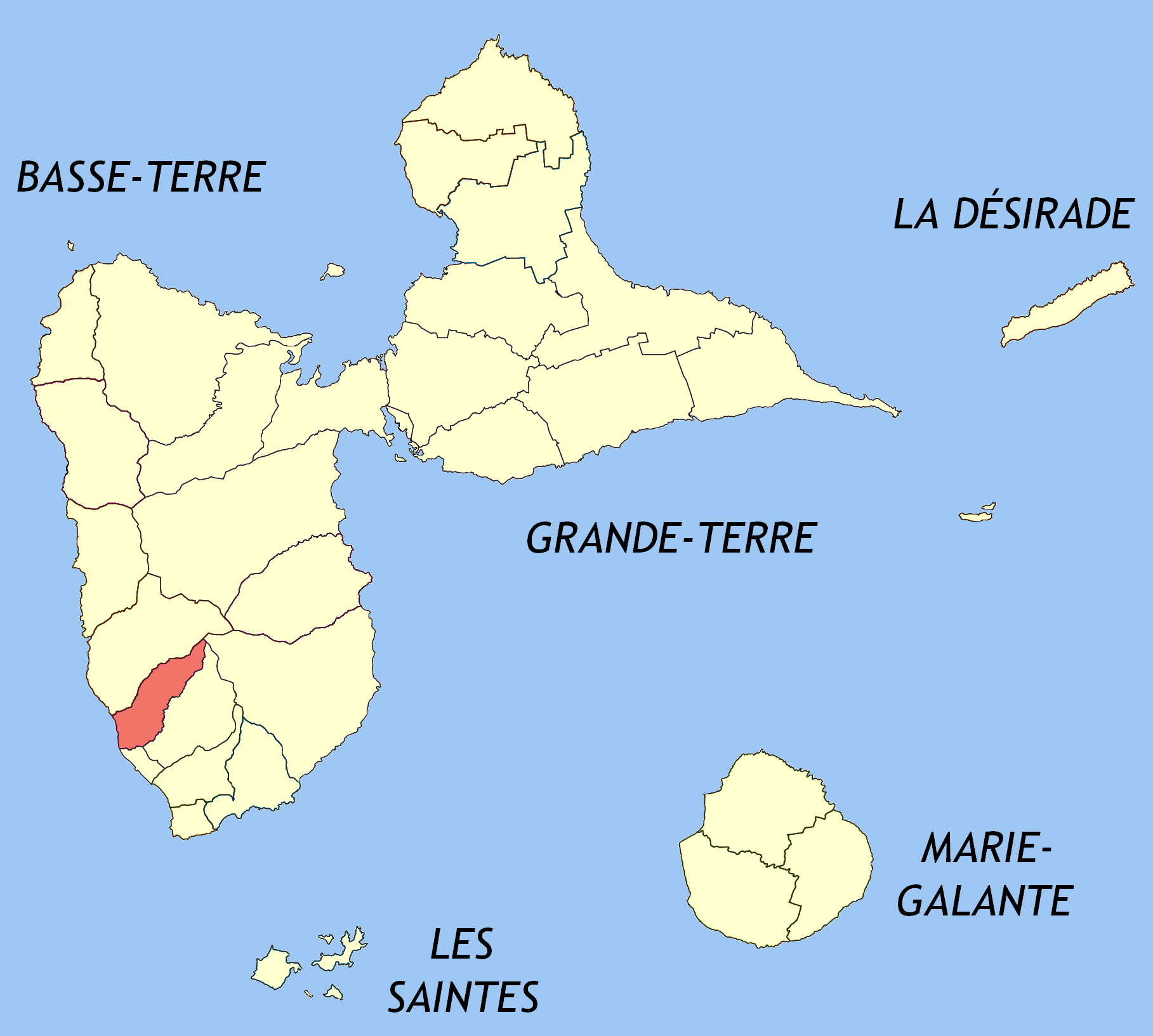
Localització de Baillif

Baillif  és un municipi francès, situat a Guadalupe, una regió i departament d'ultramar de França situat a les Petites Antilles. L'any 2006 tenia 6.086 habitants. Limita al nord amb Vieux-Habitants, a l'est amb Saint-Claude i al sud amb Basse-Terre.

## Demografia
| 6.315                                      | 6.086 |
| Des de 1962: població sense dobles comptes |       |

## Administració
| Període | Identitat            | Partit |
| ------- | -------------------- | ------ |
| 2008-   | Marie-Lucile Breslau |        |

## Personatges il·lustres
- Gratien Candace, polític